# 元大證券投資信託
元大證券投資信託（簡稱元大投信）為元大金控成員之一，主要營業項目包括投資信託業務、投資顧問業務。截至2021年12月底資產管理規模超過新台幣8,000億元，為目前台灣業界台股基金及ETF最大發行商，旗下發行有台股、ETF、指數、貨幣、期貨信託基金...等。

## 發展歷史
前身為由元大證券成立於1992年8月的元大證券投資信託。
2007年，由於元大集團入主經營復華金融控股公司，於4月2日隨元大京華證券一同併入復華金控（後更名為元大金融控股公司），並成為元大金控的子公司。
2011年10月3日元大金控併購寶來證券後，寶來證券投資信託亦成為元大金控的成員；因此元大投信與寶來投信在2012年5月6日合併，以元大投信為存續公司，並更名為元大寶來投資信託。

## 外部連結
- 元大基金理財網 （页面存档备份，存于）（繁體中文）